# Liste des cavités naturelles les plus profondes d'Italie
La liste des cavités naturelles les plus profondes d'Italie recense, sous forme de tableaux, les cavités souterraines naturelles connues dans ce pays, dont le dénivelé est supérieur ou égal à huit cents mètres.
La communauté spéléologique considère qu'une cavité souterraine naturelle n'existe vraiment qu'à partir du moment où elle est « inventée » c'est-à-dire découverte (ou redécouverte), inventoriée, topographiée et publiée. Bien sûr, la réalité physique d'une cavité naturelle est la plupart du temps bien antérieure à sa découverte par l'homme ; cependant tant qu'elle n'est pas explorée, mesurée et révélée, la cavité naturelle n'appartient pas au domaine de la connaissance partagée.
La liste spéléométrique des 25 plus profondes cavités naturelles d'Italie (≥ huit cents mètres) est actualisée à fin décembre 2020.
La plus profonde cavité souterraine naturelle d'Italie répertoriée est « le système de l'Abisso Paolo Roversi », sur la commune de Minucciano dans la province de Lucques, en Toscane (cf. ligne 1 du tableau ci-dessous).
| \| Histogramme de la répartition des plus profondes cavités naturelles d'Italie par classe de dénivelé -- Les 25 cavités citées fin 2020 sont réparties en 4 classes de dénivelé -- \| \| \| \| \| \| \| \| \| \| \| \| \| \| \| classe I >= 1 250 m 2 cavité[s] \| classe II >= 1 000 m et < 1 250 m 12 cavités \| classe III >= 900 m et < 1 000 m 4 cavités \| classe IV >= 800 m et < 900 m 7 cavités \| \| |                                 |                                              |                                            |                                         |  |
| Pour des raisons techniques, il est temporairement impossible d'afficher le graphique qui aurait dû être présenté ici. |                                 |                                              |                                            |                                         |  |
| Histogramme de la répartition des plus profondes cavités naturelles d'Italie par classe de dénivelé -- Les 25 cavités citées fin 2020 sont réparties en 4 classes de dénivelé -- |                                 |                                              |                                            |                                         |  |
| |                                 |                                              |                                            |                                         |  |
| | classe I >= 1 250 m 2 cavité[s] | classe II >= 1 000 m et < 1 250 m 12 cavités | classe III >= 900 m et < 1 000 m 4 cavités | classe IV >= 800 m et < 900 m 7 cavités |  |

## Cavités italiennes de dénivellation supérieure ou égale à1 250m
2 cavités de cette classe I sont recensées au 31 décembre 2020.
| Réf. | Cavité ou réseau souterrain | Localisation administrative | Massif / Zone                                                                        | Coord. (WGS 84)              | Déniv. (mètres)            | Dével. (mètres) | Sources ou références                                                                                         | Mises à jour |
| ---- | --- | --------------------------- | ------------------------------------------------------------------------------------ | ---------------------------- | -------------------------- | --------------- | --- | ------------ |
| 1    | Abisso Paolo Roversi, | Toscane                     | Province de Lucques / Minucciano Alpes apuanes / Carcaraia / Monte Tambura (en)      | 44° 06′ 44″ N, 10° 13′ 33″ E | +1 360, m (-1260 m/+100 m) | +004 429, m     | scintilena.com, apuanegeopark.it & Speleologia no 34 & Speleologia no 44                                      | 2016-07      |
| 2    | Complesso del Releccio Alfredo Bini (it) Complesso del Releccio Alfredo Bini, alias Complesso del Grignone (Falso P30, P30 con Tre Ingresso, W Le Donne, Abisso Kinder Brioschi, Pingu, Grotta Transpatrizia, I Ching, Il Mostro, Maxi Conoide, Abisso Antica Erboristeria, Abisso Coltellini, Il Buffer, Abisso Orione, Cassiopea) | Lombardie                   | Province de Lecco / Esino Lario Alpes bergamasques / Chaîne des Grigne / Mont Grigna | 45° 57′ 28″ N, 9° 22′ 53″ E  | +1 313, m                  | +025 580, m     | Scintilena, inaltoup.altervista, Speleologia no 54, Speleologia no 62, Il Grottesco no 55 & Speleologia no 72 | 2017-09      |

## Cavités italiennes de dénivellation comprise entre1 000 mètreset1 249m
12 cavités de cette classe II sont recensées au 31 décembre 2020.
| Réf. | Cavité ou réseau souterrain | Localisation administrative | Massif / Zone                                                                        | Coord. (WGS 84)                    | Déniv. (mètres)           | Dével. (mètres) | Sources ou références | Mises à jour |
| ---- | --- | --------------------------- | ------------------------------------------------------------------------------------ | ---------------------------------- | ------------------------- | --------------- | --- | ------------ |
| 3    | Abisso Ulivifer (Olivifer) | Toscane                     | Province de Massa-Carrara / Massa (Italie) Alpes apuanes / ?                         | 44° 07′ 04″ N, 10° 11′ 36″ E       | +1 215, m                 | +007 600, m     | Speleologia no 68, Speleologia no 32, Leonardo Piccini & speleotoscana                                                             | 2017-07      |
| 4    | Complesso del Monte Corchia (it) (Fighierà, Farolfi, Buca d'Eolo)                                                                                               | Toscane                     | Province de Lucques / Stazzema Alpes apuanes / Monte Corchia (it)                    | 44° 01′ 44″ N, 10° 17′ 46″ E       | +1 185, m (+512 m/-675 m) | +074 000, m     | Guido Baroncni Turricchia, speleo club Firenze, openspeleo.org, Speleologia no 68 & speleotoscana                                  | 2017-07      |
| 5    | Buca del Selcifero - Abisso Chimera & Complesso della Carcaraia (Abisso Saragato - Bucca dell'Aria Ghiaccia & Lo Spluto - Abisso Mani Pulite - Abisso Squisio ) | Toscane                     | Province de Lucques / Minucciano Alpes apuanes / Carcaraia                           | 44° 07′ 00″ N, 10° 13′ 47″ E       | +1 172, m (+90 m/-1082 m) | +070 000, m     | Marc Faverjon, Speleologia no 44,Speleologia no 63,Speleologia no 63, Speleologia no 68 (p. 102-103) & openspeleo.org & Scintilena | 2020-10      |
| 6    | Abisso Perestroïka | Toscane                     | Province de Lucques /Minucciano Alpes apuanes / Carcaraia / Monte Tambura (en)       | 44° 07′ 20″ N, 10° 13′ 06″ E       | +1 160, m                 | +002 500, m     | Alessandra Ghetti (Gruppo Speleologico Fiorentino), Speleologia no 59 & Speleologia no 68 (p. 102-103)                             | 2018-02      |
| 7    | Complesso del Monte Canin | Frioul-Vénétie Julienne     | Chiusaforte / Udine Alpes juliennes / Mont Kanin                                     | 46° 22′ 39″ N, 13° 25′ 46″ E       | +1 118, m                 | +083 800, m     | sktj.pl, scintilena.com, Speleologia no 68 (p. 102-103) , Speleologia no 42, Catasto Grotte FVG, boegan.it & Scintilena            | 2019-08      |
| 8    | Complesso dei Piani Eterni: 5 entrées dont (PE3-PE10-PE25-V35-Grotta Isabella)                                                                                  | Vénétie                     | Province de Belluno / Cesiomaggiore Alpes / Dolomites / Erera-Brendol - Piani Eterni | 46° 09′ 17,39″ N, 12° 00′ 07,41″ E | +1 052, m                 | +036 500, m     | Dolomiti Bellunesi, Speleologia no 53 & Speleologia no 68                                                                          | 2016-10      |
| 9    | Pozzo della Neve (fr:Puits de la Neige) | Molise                      | Province de Campobasso / Campochiaro Appennino sannita / Matese                      | 41° 24′ 49″ N, 14° 28′ 58″ E       | +1 048, m                 | +008 000, m     | Speleologia no 64, montidelmatese, scintilena.com & Speleologia no 45                                                              | 2017-07      |
| 10   | Abisso Satanachia (it) (ou Buca del Muschio) | Toscane                     | Minucciano / Province de Lucques Alpes apuanes / ?                                   | 44° 07′ 15″ N, 10° 11′ 53″ E       | +1 042, m                 | +001 800, m     | FST & GS Lucchese | 2015-09      |
| 11   | Abisso Led Zeppelin | Frioul-Vénétie Julienne     | Province d'Udine / Chiusaforte Alpes apuanes / Mont Kanin                            | 46° 22′ 30″ N, 13° 29′ 52″ E       | +1 036, m                 | +010 000, m     | Speleologia 36, gssg & Catasto Grotte FVG                                                                                          | 2016-03      |
| 12   | Buca Go Fredo - Buca Manzaghiro | Toscane                     | Province de Lucques / Vagli Sotto / Boana Alta Alpes apuanes / ?                     | 44° 04′ 53″ N, 10° 15′ 49″ E       | +1 030, m (+110 m/-920 m) | +006 900, m     | FST & Speleologia no 54 | 2018-10      |
| 13   | Abisso di Malga Fossetta (it) | Vénétie                     | Province de Vicence / Asiago altopiano di Asiago (it) / ?                            | 45° 59′ 28″ N, 11° 32′ 56″ E       | +1 011, m                 | +004 534, m     | Scintilena, speleoschioggs.altervista & Openspeleo                                                                                 | 2016-06      |
| 14   | Complesso del Monte Tambura (Pinelli - Pianone - Paleri) | Toscane                     | Province de Massa-Carrara / Massa (Italie) Alpes apuanes / ?                         | 44° 05′ 49″ N, 10° 13′ 43″ E       | +1 008, m (+600 m/-408 m) | +011 600, m     | Federazione Speleologica Toscana, Speleologia no 28, Speleologia no 37 & FST                                                       | 2005-03      |

## Cavités italiennes de dénivellation comprise entre900 mètreset999 mètres
4 cavités de cette classe III sont recensées au 31 décembre 2020.
| Réf. | Cavité ou réseau souterrain | Localisation administrative                   | Massif / Zone            | Coord. (WGS 84)              | Déniv. (mètres)            | Dével. (mètres) | Sources ou références                      | Mises à jour |
| ---- | --------------------------- | --------------------------------------------- | ------------------------ | ---------------------------- | -------------------------- | --------------- | ------------------------------------------ | ------------ |
| 1    | Complesso di Piaggia Bella  | Piémont / Province de Coni / Coni             | Alpes / Marguareis (it)  | 44° 10′ 01″ N, 7° 42′ 22″ E  | +0925, m (-557 m / +368 m) | +43 000, m      | Openspeleo & Catasto speleologico piemonte | 2021-01      |
| 2    | Abisso dello Gnomo          | Toscane / Province de Lucques / Vagli Sotto   | Apennins / Alpes apuanes | 44° 05′ 11″ N, 10° 14′ 54″ E | +0925, m (-845 m / +80 m)  | +05 420, m      | Openspeleo & Speleotoscana                 | 2018-11      |
| 3    | Grotta di Monte Cucco (it)  | Ombrie / Province de Pérouse / Costacciaro    | Apennins / Mont Cucco    | 43° 22′ 18″ N, 12° 44′ 54″ E | +0917, m (-782 m / +135 m) | +20 600, m      | Speleopg, Scintilena & Speleologia no 47   | 2018-06      |
| 4    | Abisso Cul di Bove          | Molise / Province de Campobasso / Campochiaro | Apennins / Matese (it)   | 41° 25′ 03″ N, 14° 29′ 28″ E | +0913, m                   | +05 000, m      | Monti del Matese                           | 2007-03      |

## Cavités italiennes de dénivellation comprise entre800 mètreset899 mètres
7 cavités de cette classe IV sont recensées au 31 décembre 2020.
| Réf. | Cavité ou réseau souterrain              | Localisation administrative                              | Massif / Zone                                                  | Coord. (WGS 84)                    | Déniv. (mètres) | Dével. (mètres) | Sources ou références                                                                | Mises à jour |
| ---- | ---------------------------------------- | -------------------------------------------------------- | -------------------------------------------------------------- | ---------------------------------- | --------------- | --------------- | ------------------------------------------------------------------------------------ | ------------ |
| 1    | Abisso dei Draghi Volante(i)             | Toscane / Province de Lucques / Vagli Sotto              | Apennins / Alpes apuanes                                       | 44° 04′ 49″ N, 10° 16′ 16″ E       | +0880, m        | +01 800, m      | SSI & Speleotoscana                                                                  | 2018-02      |
| 2    | Spluga della Preta (it)                  | Vénétie / Province de Vérone / Sant'Anna d'Alfaedo       | Préalpes vicentines / Monts Lessin (it) / Corno d'Aquilio (it) | 45° 40′ 41″ N, 10° 57′ 07″ E       | +0877, m        | +06 686, m      | Federico Battaglin, Memorie dell’Istituto Italiano di Speleologia & Speleologia n°51 | 2018-10      |
| 3    | Abisso del Corno di Campobianco          | Vénétie / Province de Vicence / Asiago                   | Préalpes NE / Alpes juliennes / Mont Kanin                     | 45° 58′ 09,44″ N, 11° 29′ 55,24″ E | +0846, m        | +02 554, m      | Gruppo Speleologi Malo                                                               | 2010-01      |
| 4    | Ouso di Passo Pratiglio (it)             | Latium / Province de Frosinone / Supino                  | Anti-Apennins / Monts Lépins                                   | 41° 36′ 25″ N, 13° 09′ 32″ E       | +0840, m        | +01 850, m      | SSI & Scintilena                                                                     | 2007-07      |
| 5    | Complesso del M. Sella (Abisso Coltelli) | Toscane / Province de Lucques / Vagli Sotto              | Apennins / Alpes apuanes                                       | 44° 05′ 33″ N, 10° 14′ 41″ E       | +0825, m        | +04 900, m      | SSI, Apuane 2007 & Speleotoscana                                                     | 2018-11      |
| 6    | Complesso Modonutti - Savoia (it)        | Frioul-Vénétie Julienne / Province d'Udine / Chiusaforte | Préalpes NE / Alpes juliennes / Mont Kanin                     | 46° 22′ 58″ N, 13° 29′ 55″ E       | +0805, m        | +03 000, m      | Deep caves of the world, Catasto Grotte FVG & Speleologia n°52                       | 2017-06      |
| 7    | Abisso Obelix                            | Vénétie / Province de Vicence / Lusiana Conco            |                                                                | 45° 48′ 41,96″ N, 11° 35′ 37,38″ E | +0800, m        | +01 200, m      | Gruppo Speleologico I barbastrji                                                     | 2020-03      |

En attente :
- Pozzo del Nito 45° 57′ 20″ N, 9° 23′ 02″ E (Lombardie) -862 m.